# Let's Go Luna!
Let's Go Luna! és una sèrie de dibuixos animats creada per la televisió estatunidenca creada per Joe Murray.

## Argument
Let's Go Luna! Ambientat en un món poblat per animals antropomorfs, se centra en tres nens: Leo, un wombat d'Austràlia, Andy, una granota dels Estats Units i Carmen, una papallona de Mèxic, que viatgen arreu del món amb la seva actuació de viatge dels seus pares. troupe "Circo Fabuloso". Al llarg de les seves parades, Lluna la Lluna, representada a 1,5 m d'alçada amb braços, cames i un rostre i portava un barret de palla i unes botes vermelles, de vegades arriba a la Terra per ensenyar-los sobre idiomes locals, música, menjar, i altres costums. Dos episodis de mitja hora, formats per dos segments cadascun i quatre en total, tenen lloc en un sol país on la colla es deté, coneix i coneix amics a tot el món. Amb un equip d'antropòlegs culturals a bord, Let's Go Luna! està "minuciosament investigat per garantir que les ciutats i les regions es retratin autènticament i respectuosament".

## Patrocinadors
- Homer (des del 2018).
- "PBS Viewers Like You" (des del 2018).